# Stele della luce nera

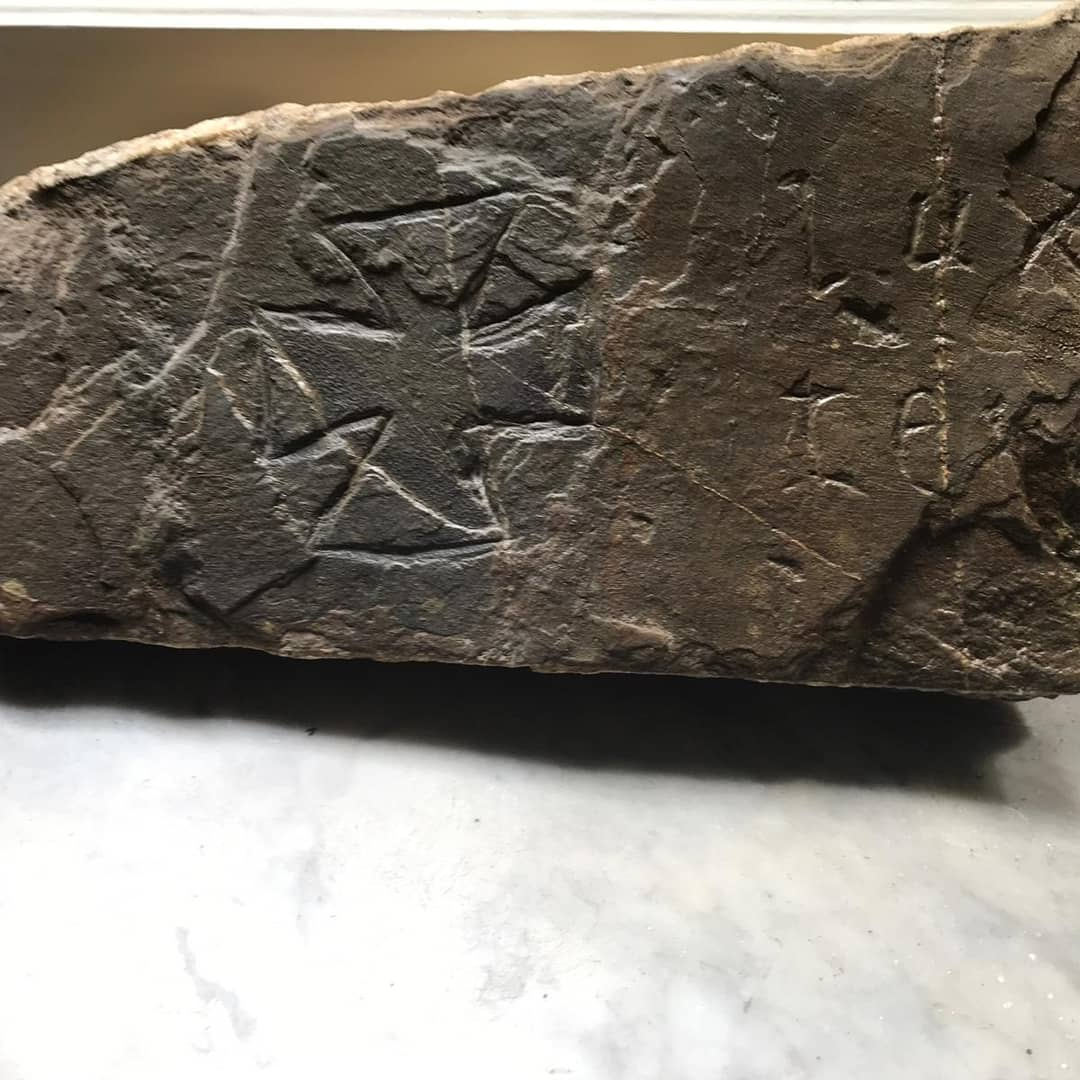
Stele Templare della Luce Nera o Lux Tenebris

La stele templare della luce nera o lux tenebris presenta un'incisione su pietra serena delle dimensioni di 40 cm per 20 cm, rinvenuta in Alta Maremma.

## Descrizione
Sul manufatto è presente sulla sinistra la figura di una croce stilizzata, comunemente detta croce patente. Di fattura sicuramente templare, è databile a non prima del 1147, visto che solo in quella data papa Eugenio III introdusse e concesse l'utilizzo di questo simbolo all'Ordine dei Cavalieri templari. Sulla destra, allo stesso livello, seppur sovrapposte, sono ancora sufficientemente leggibili la parola Lux e due lettere, una T ed una E, scritte in carattere corsivo gotico, molto simile al carattere runico. Una terza lettera è molto usurata, ma la parte superiore sembrerebbe fare propendere per una N.
Il manufatto è probabilmente un frammento di una più estesa iscrizione di cui sono controverse (o ignote) le ragioni.
Posto che si deve dare per pacifica la fattura di questa incisione da parte di una mano Templare, del suo significato letterale sono state date diverse interpretazioni:

### Tesi Mistica
Per la tesi detta Mistica, dal tenore della parola "Lux" e dalle tre lettere che la seguono, il senso da attribuire alla frase sarebbe "Lux Thanatos".
Questa accezione (Luce della Morte) sarebbe compatibile con il pensiero Templare che vedeva nel termine della vita dell’uomo il momento del ritorno alla luce divina. Tuttavia la tesi “Mistica” è minoritaria. Secondo molti, appare altamente improbabile che i Cavalieri Crociati abbiano scritto "Lux Thanatos" che è una parola composta da Lux (latino) e Thanatos (greco), quando è risaputo che questi scrivevano le loro epigrafi solo in lingua latina.

### Tesi Alchemica
La tesi maggioritaria, detta Alchemica, poggia l’assunto sulla base della seconda lettera posta sotto la parola “Lux” che è riconoscibile come “E” e non “H”.
Sulla base di queste evidenze, il significato che è stato attribuito alla frase è “Lux Tenebris”, letteralmente Luce Nera. L’ipotesi, se confermata, si ricollega alla passione di alcuni Templari di praticare la scienza Alchemica. Nello specifico la ricerca, oramai pacifica, di una luce di energia che fosse in grado di oscurare la luce del sole e del fuoco. I detrattori di questa teoria sostengono che Luce Nera sia un ossimoro, ovverosia una locuzione le cui due parole esprimono concetti contrari, perché è impensabile che una luce possa essere caratterizzata dal buio come mancanza di energia. Tuttavia recenti ricerche hanno confermato la tesi scientifica di questa teoria. In particolare la Royal Society of Chemistry ha pubblicato sulla rivista Energy & Environmental Science gli studi condotti dalla Kelvin Probe Force Microscopy (KPFM) e dalla Università nazionale di Singapore sulle potenziali utilità del buio ai fini della creazione di energia e, quindi, di luce.

### Terza Tesi
Degna di nota è la tesi più recente e che è stata enucleata dallo storico-scrittore Ugo Nasi. Essa poggia le sue basi su di un’interpretazione semantica del palindromo del Quadrato del Sator.
Come è noto, tra i significati attribuiti da alcuni storici medievalisti alla combinazione delle lettere che compongono la misteriosa frase SATOR-AREPO-TENET-OPERA-ROTAS, ce ne sarebbe anche una legata proprio all’Ordine dei Cavalieri Templari, che avrebbero così dissimulato il messaggio occulto TECTA-NOCTE-ERAT-EXORDIO-TERRA: "In principio la terra era popolata dalle Tenebre".
Secondo lo storico sussisterebbe dunque un nesso logico tra la frase riportata sulla Stele della Lux Tenebris (o Luce Nera) e quella palindroma, scolpita sul quadrato del SATOR. Se la teoria fosse confermata, la Lapide della Lux Tenebris (detta comunemente Stele della Luce Nera) non sarebbe altro che un diverso modo espressivo per confutare lo stesso argomento del SATOR: LUCE NERA = TENEBRE. Questa tesi però, seppur autorevole ed assai suggestiva, non convince in pieno, perché Ugo Nasi muove da un assunto attualmente non dimostrato, ovverosia l’attribuzione del palindromo del SATOR ai Cavalieri Templari. Questa argomentazione è oramai minoritaria, visto che pare acclarato che il SATOR abbia origini molto più antiche della fondazione dell’Ordine Equestre Templare, dovendo addirittura risalire al periodo della Roma imperiale. Non va sottaciuto peraltro che tuttavia il Quadrato del Sator ed il palindromo che ne contraddistingue il messaggio, sembra certo che fosse conosciuto dai Templari, atteso che un'iscrizione in tal senso è stata rinvenuta (ed è ancora presente) sulla parete esterna della chiesa Templare di Campiglia Marittima.